# Prima Categoria ULIC 1928-1929
La Prima Categoria ULIC 1928-1929 fu la massima serie dei tornei locali organizzati dall'ULIC.
In questa stagione si disputò solo a livello regionale poiché venne abolita la fase nazionale tra le vincenti i titoli regionali. Nella stagione successiva però venne reintrodotta.

## Liguria
- 1. Borgo Incrociati di Genova
- 2. Sampierdarenese di Genova-Sampierdarena.

## Piemonte
Venne vinto dal U.S. Moranese di Morano sul Po.

## Lombardia
Il titolo Lombardo non fu assegnato perché la vincente, la F.A.P.S. di Milano fu squalificata per irregolarità nei tesseramenti. La perdente la finale lombarda non fu ammessa alle finali lombarde perché era troppo tardi: erano già iniziate.

## Veneto

### Eliminatorie
Nota bene: non sono stati trascritti i nomi delle società vincenti.

Ammesso direttamente alle semifinali il Comitato di Schio.
- 1. Comitato di Verona      4
- 2. Comitato di Vicenza     0

- 1. Comitato di Treviso     4
- 2. Comitato di Bassano     0

- 1. Comitato di Venezia     3
- 2. Comitato di Padova      1

### Semifinali
- 1. Comitato di Verona      4
- 2. Comitato di Schio       0

- 1. Comitato di Treviso     2*
- 2. Comitato di Venezia     2
- qualificato dopo spareggio con il Comitato di Venezia.

### Finale
- 1. Elettr. Inter Verona  4
- 2. Treviso               0

## Venezia Giulia
Venne vinto dal U.S. Primavera di Pola

## Emilia
- 1. U.S. Modenese             4
- 2. G.R. Robur Pro Piacenza   2

Eliminate:
- Salsomaggiore
- A.C. Reggiana
- G.S. Fiera
- G.U.F. di Bologna
- S.P. Portuense

## Toscana
Venne vinto dal G.S. Sicam di Livorno.

## Marche
Venne vinto dallo Sport Club Falconarese e dalla S.A. Sambenedettese.

## Lazio
Venne vinto dalla Società Tenace di Roma.

## Sardegna
Venne vinto dal O.N.B. di Cagliari.

## Campania
Disponibili per ora solo le classifiche dei Comitati Locali della Campania, non le finali.

### Flegreo
- 1. Sibilla          14
- 2. Puteolo             13
- 3. Pro Pozzuoli       7
- 4. Puteolana           6
- 5. Calc. Puteolani   0

### Nolano
- 1. Nola             14
- 2. Marigliano           8
- 3. Cicciano              7
- 4. Saviano               4

### Casertano
- 1. Acerra           20
- 2. Italia                   18
- 3. Pro Caserta         7
- 4. Gladiator             6

### Avellinese
- 1. Littorio         10
- 2. Padovano           8
- 3. Lionese              5

### Salernitano
- 1. Cavese           16
- 2. Alba                     10
- 3. Cotoniere              6
- 3. Juventus               6

### Frattese
- 1. Tramvieri        19
- 2. Frattese               16
- 3. Pro Aquila            11
- 4. Avanguardia          9

### Vesuviano (Napoli)

#### Girone A
- 1. Stabia         6
- 2. Littorio             5
- 3. Acerra             1
- 4. Nola               0

#### Girone B
- 1. Tramvieri      4
- 2. Aversa              0

#### Girone C
- 1. Napoli         8
- 2. Cavese            4
- 3. Sibilla              0
- 3. Pro Italia         0

#### Semifinale
- 1. Stabia         4
- 2. Tramvieri         0

#### Finale
- 1. Napoli         4
- 2. Stabia             0

## Puglie
Venne vinto dal G.S. Cesare Battisti di Bari.

## Sicilia
Venne vinto dal U.S. Mameli di Messina.